# Swartzia steyermarkii
Swartzia steyermarkii är en ärtväxtart som beskrevs av John Macqueen Cowan. Swartzia steyermarkii ingår i släktet Swartzia och familjen ärtväxter. Inga underarter finns listade i Catalogue of Life.